# Dorothy Phillips

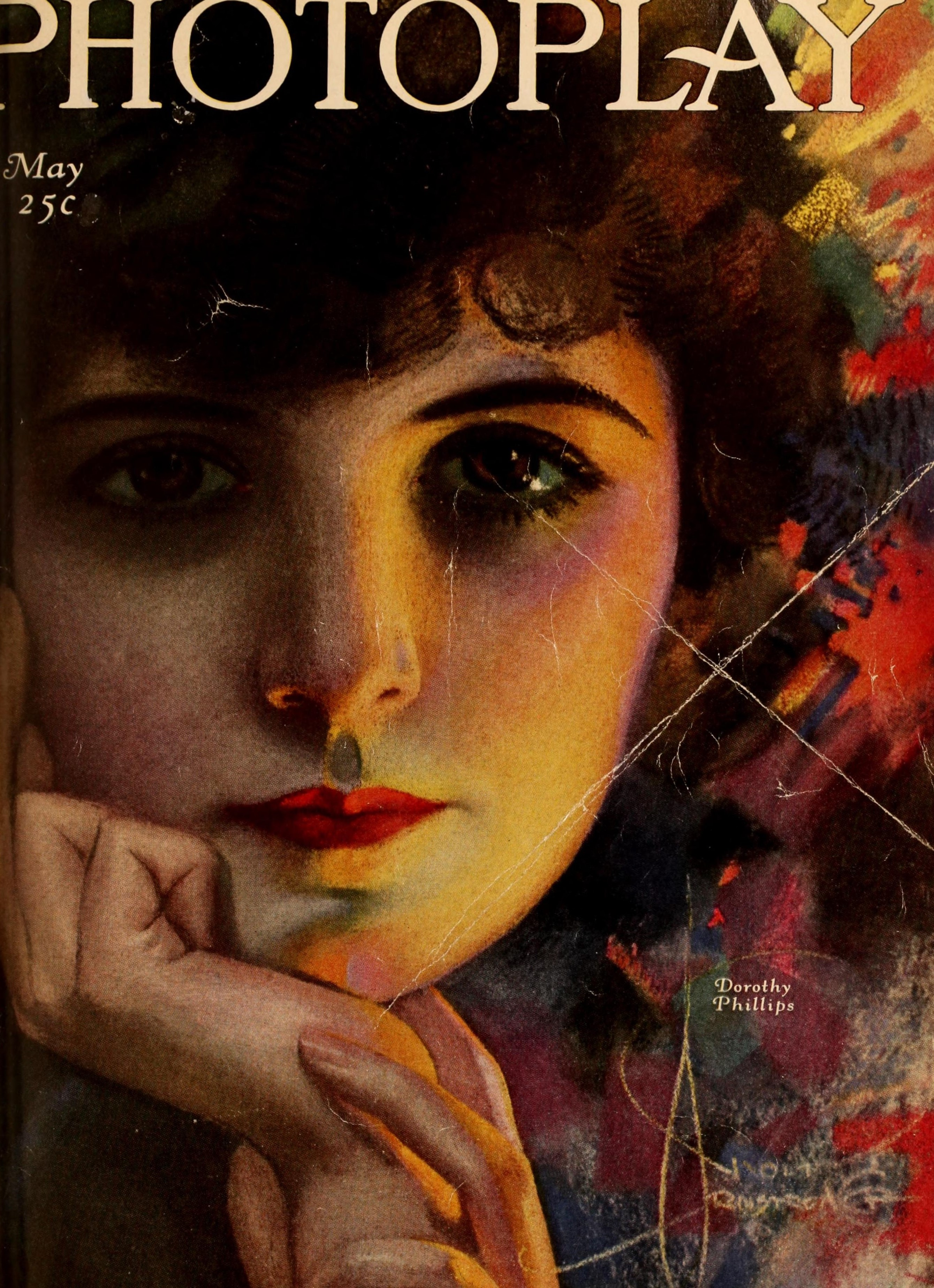
Pintada por Rolf Armstrong en la portada de Photoplay, 1921.

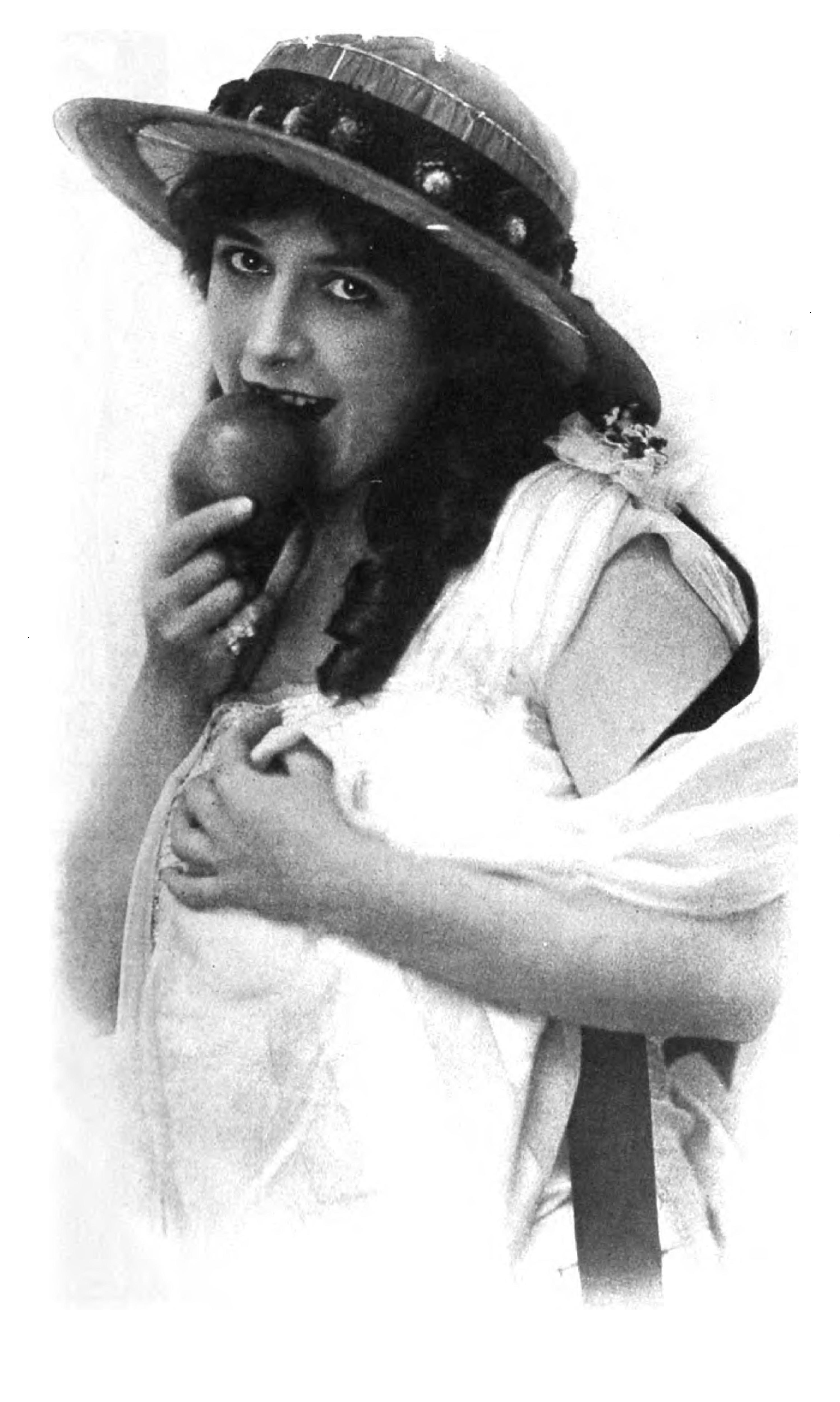
Phillips en Motion Picture Magazine, septiembre de 1915.

Dorothy Phillips (30 de octubre de 1889 – 1 de marzo de 1980) fue una actriz teatral y cinematográfica Estadounidense.

## Biografía
Su verdadero nombre era Dorothy Gwendolyn Strible, y nació en Baltimore, Maryland Phillips empezó su carrera como actriz teatral, y debutó en el cine en 1911, actuando en más de 150 filmes a lo largo de su trayectoria. Durante un tiempo fue apodada "Kid Nazimova" por su habilidad en imitar a la actriz de origen ruso Alla Nazimova.
La carrera de Phillips perdió impulso a partir de 1927, actuando desde entonces únicamente en pequeños papeles de reparto.
Dorothy Phillips estuvo casada con el actor y director Allen Holubar once años, hasta fallecer él en el año 1923, a los 35 años de edad, a causa de una neumonía. Dorothy Phillips falleció, también por una neumonía, en 1980 en Los Ángeles, California. Tenía 90 años de edad. Fue enterrada en el Cementerio Hollywood Forever, en Los Ángeles.
Por su contribución a la industria del cine, a Dorothy Phillips se le concedió una estrella en el Paseo de la Fama de Hollywood, en el 6358 de Hollywood Boulevard.

## Selección de su filmografía
- His Friend's Wife, de Harry McRae Webster (1911)
- The Rosary, de R.F. Baker (1911)
- Her Dad the Constable, de R.F. Baker (1911)
- The New Manager, de R.F. Baker (1911)
- Love in the Hills (1911)
- The Gordian Knot, de R.F. Baker (1911)
- Live, Love and Believe (1911)
- Fate's Funny Frolic, de R.F. Baker (1911)
- Putting It Over (1911)
- The Burglarized Burglar, de R.F. Baker (1911)
- Saved from the Torrents (1911)
- A False Suspicion (1911)
- The Swag of Destiny (1913)
- The Price of Gold (1913)
- The Unburied Past (1913)
- The Prophecy (1913)
- Two Social Calls (1913)
- Into the North, de Theodore Wharton
- The Value of Mothers-in-Law (1913)
- The Final Judgment, de Archer MacMackin (1913)
- The Sign (1913)
- The Power of Conscience, de Theodore Wharton (1913)
- Their Baby (1913)
- The Man Who Lost, But Won (1914)
- The Skull, de Frank Hall Crane (1914)
- The Lady of the Island, de Frank Hall Crane (1914)
- In All Things Moderation, de Frank Hall Crane (1914)
- On the High Seas, de Frank Hall Crane (1914)
- Tempest and Sunshine, de Frank Hall Crane (1914)
- The Futility of Revenge, de Fred Church (1914)
- For the People (1914)
- The Coward (1914)
- Three Men Who Knew, de Frank Hall Crane (1914)
- Hounded (1914)
- A Gentleman of Art, de Stuart Paton (1915)
- Children of Chance, de Ben F. Wilson (1915)
- Professional Jealousy (1915)
- The Phantom Warning, de Ben F. Wilson (1915)
- The Heart of Sampson (1915)
- Adventures of a Seagoing Hack, de Ben F. Wilson (1915)
- The Mystery of the Man Who Slept, de Ben F. Wilson (1915)
- A Photoplay Without a Name, or: A $50.00 Reward, de Stuart Paton (1915)
- Six or Nine, de Ben F. Wilson (1915)
- The Rider of Silhouette, de Clem Easton (1915)
- Six Months to Live, de Ben F. Wilson (1915)
- A Lesson from the Far East, de Clem Easton (1915)
- In the Clutch of the Emperor, de Ben F. Wilson (1915)
- The Affair of the Terrace (1915)
- The Ladder of Fortune, de Clem Easton (1915)
- Matty's Decision, de Stuart Paton (1915)
- Rene Haggard Journeys On, de Ben F. Wilson (1915)
- A Shot in the Dark, de Ben F. Wilson (1915)
- A Fireside Realization, de Ben F. Wilson (1915)
- The Trail of the Upper Yukon, de Clem Easton (1915)
- The Force of Example, de Ben F. Wilson (1915)
- The Valley of Silent Men, de Clem Easton (1915)
- The Last Act, de Ben F. Wilson (1915)
- Souls in Pawn, de Ben F. Wilson (1915)
- A Happy Pair, de Ben F. Wilson (1915)
- Jealousy, What Art Thou?, de Ben F. Wilson (1915)
- The Proof, de Ben F. Wilson (1915)
- A Seashore Romeo, de Ben F. Wilson (1915)
- Sh! Don't Wake the Baby, de Ben F. Wilson (1915)
- The House with the Drawn Shades, de Ben F. Wilson (1915)
- The Springtime of the Spirit, de Ben F. Wilson (1915)
- The Parson of Pine Mountain, de Ben F. Wilson (1915)
- The Mystery of the Locked Room, de Ben F. Wilson (1915)
- Juror Number Seven, de Ben F. Wilson (1915)
- The Bachelor's Christmas, de Ben F. Wilson (1915)
- Shattered Nerves, de Ben F. Wilson (1916)
- In His Own Trap, de Ben F. Wilson (1916)
- One Who Passed by, de Ben F. Wilson (1916)
- Borrowed Plumes, de Ben F. Wilson (1916)
- Saved by a Song, de Ben F. Wilson (1916)
- His Brother's Pal, de Ben F. Wilson (1916)
- Behind the Curtain, de Henry Otto (1916)
- A Social Outcast, de Ben F. Wilson (1916)
- Their Anniversary, de Ben F. Wilson (1916)
- Her Husband's Honor, de Ben F. Wilson (1916)
- A Wife at Bay, de Ben F. Wilson (1916)
- Harmony in A Flat, de Raymond L. Schrock (1916)
- A Gentle Volunteer, de Ben F. Wilson (1916)
- The Cad, de Ben F. Wilson (1916)
- The Code of His Ancestors, de Raymond L. Schrock (1916)
- The Sheriff of Pine Mountain, de Ben F. Wilson (1916)
- The Finer Metal, de Raymond L. Schrock (1916)
- Ambition, de James Vincent (1916)
- Any Youth, de Allen Holubar (1916)
- Midwinter Madness, de Winthrop Kelley (1916)
- The Mark of Cain, de Joseph De Grasse (1916)
- Aschenbrödel, de Ben F. Wilson (1916)
- Beyond the Trail, de Ben F. Wilson (1916)
- If My Country Should Call, de Joseph De Grasse (1916)
- The Place Beyond the Winds, de Joseph De Grasse (1916)
- The Price of Silence, de Joseph De Grasse (1916)
- The Ivy and the Oak, de Donald MacDonald (1916)
- The Piper's Price, de Joseph De Grasse (1917)
- Hell Morgan's Girl, de Joseph De Grasse (1917)
- The Girl in the Checkered Coat, de Joseph De Grasse (1917)
- The Flashlight, de Ida May Park (1917)
- A Doll's House, de Joseph De Grasse (1917)
- Fires of Rebellion, de Ida May Park (1917)
- The Rescue, de Ida May Park (1917)
- Pay Me!, de Joseph De Grasse (1917)
- Triumph, de Joseph De Grasse (1917)
- Bondage, de Ida May Park (1917)
- The Grand Passion, de Ida May Park (1918)
- Broadway Love, de Ida May Park (1918)
- The Risky Road, de Ida May Park (1918)
- A Soul for Sale, de Allen Holubar (1918)
- The Mortgaged Wife, de Allen Holubar (1918)
- The Talk of the Town, de Allen Holubar (1918)
- The Heart of Humanity, de Allen Holubar (1918)
- Destiny, de Rollin S. Sturgeon (1919)
- The Right to Happiness, de Allen J. Holubar (1919)
- Paid in Advance, de Allen Holubar (1919)
- Once to Every Woman, de Allen Holubar (1920)
- Man-Woman-Marriage, de Allen Holubar (1921)
- Hurricane's Gal, de Allen Holubar (1922)
- The Sporting Chance, de Oscar Apfel (1925)
- The Gay Deceiver, de John M. Stahl (1926)
- Women Love Diamonds, de Edmund Goulding (1927)
- The Cradle Snatchers, de Howard Hawks (1927)
- The Jazz Cinderella, de Scott Pembroke (1930)